# Masone Perdu
Masone Perdu (selten auch Masone è Perdu; italienisch Tomba a circolo di Masone Perdu) ist ein West-Ost orientiertes Galeriegrab in einem randsteingefassten, segmentierten Rundhügel bei Corte Noa im Osten der Provinz Oristano auf Sardinien.
Die Kammer der auf der Insel einzigartigen Anlage besteht aus einem trapezoiden Trockenmauerwerk, das an seiner breiten Seite in einer Apsis endet. Ein Trilithenzugang, unterteilt den Kammerbereich in Vor- und Hauptkammer, vor denen noch ein kurzer Gang liegt. Auf Höhe des Zugangs zur Hauptkammer ist der Rundhügel mit einer Quermauer versehen. 
Aus der unmittelbaren Nähe stammen Statuenmenhire und dort liegt auch die neun Meter lange so genannte "Allée couverte" von Corte Noa, die ähnlich aufgebaut ist, aber im Langhügel liegt.
Die Anlagen werden mit den Kulturen von Abealzu-Filigosa in der Mitte des 3. Jahrtausends v. Chr. verbunden, zeigen architektonisch aber Einflüsse der Glockenbecherkultur, die zu dieser Zeit die Insel erreichte.
Trotz der eindeutigen Verbindung zwischen den Statuenmenhiren und dem Totenkult ist es auf Sardinien (anders als auf Korsika) bislang nicht gelungen, den Zusammenhang zu bestimmten Grabtypen herzustellen. Die Grabtypen sind auf Sardinien als Unterscheidungsmerkmal der Kulturen ungeeignet. Keine der kupferzeitlichen sardischen Kulturen zeigt eine Vorliebe für bestimmte Bestattungsplätze, seien es Naturhöhlen, Dolmen, Domus de Janas, Galeriegräber oder Steinkisten.